# パナソニックのビデオカメラ一覧
パナソニックのビデオカメラ一覧（パナソニックのビデオカメラいちらん）は、パナソニック （旧・松下電器産業）が発売した民生用 カムコーダの製品ラインナップ。

## 概要
1983年世界初となるカムコーダ（ソニー「BMC-100ベータムービー」）が誕生してから遅れをとること1年半あまり、1985年当時の松下（Nationalブランド）がVHSフルカセット使用の一体型ビデオカメラを発売したのが始まり。その後はVHS-C、S-VHS、S-VHS-Cと幅を広げ、デジタル化ではMiniDVが登場。続いてDVDモデル、SDカードモデルやHDDモデルをリリースしたが、ハイビジョン化が進む中、内蔵メモリーモデルが主流になった。
他メーカーと比較して3板式撮像素子（CCD、MOS）を搭載したモデルが多かったが、2014年から4Kモデルが投入されている。
日本の国内では、「マックロードムービー」、「ブレンビー」、「DIGICAM」や「愛情サイズ」などの商品名で知られている。パナソニックはソニーと並び高い販売シェアを獲得している。

## 製品一覧

### テープモデル

#### 1980年代
- NV-M1（VHS、1985年3月発売）松下のカムコーダ第一号、肩乗せ型
- NV-M3（VHS、1985年10月）肩乗せ型
- NV-MC3（VHS-C、1986年6月）
- NV-M21[3]（VHS、1986年9月）肩乗せ型、1986年グッドデザイン賞[4]
- NV-MC10（VHS-C、1986年12月）
- NV-MC5（VHS-C、1987年2月）
- NV-MC6（VHS-C、1987年6月）
- NV-MC15（VHS-C、1987年9月）1987年グッドデザイン賞[5]
- NV-MCS1（S-VHS-C、1987年10月）
- NV-MS1（S-VHS、1987年12月）肩乗せ型
- NV-M15（VHS、1987年12月）肩乗せ型
- NV-MS100（S-VHS、1988年1月）肩乗せ型
- NV-MCS3（S-VHS-C、1988年4月）
- NV-MS3（S-VHS、1988年7月）肩乗せ型
- NV-M30（VHS-C、1988年9月）
- NV-M50（S-VHS-C、1988年10月）
- NV-M35（VHS-C、1988年12月）
- NV-M10000（S-VHS、1989年4月）2CCD（Y/C方式）、肩乗せ型
- NV-M33KIT（VHS-C、1989年4月）
- NV-M900（S-VHS、1989年6月）肩乗せ型
- NV-M55KIT（S-VHS-C、1989年7月）
- NV-M10（VHS-C、1989年9月）
- NV-M70（VHS-C、1989年10月）
- NV-M90（S-VHS-C、1989年11月）
- NV-MV1（S-VHS-C、1989年12月）

#### 1990年代（アナログ）
- NV-M500（VHS、1990年3月）肩乗せ型
- NV-S1（S-VHS-C、1990年6月）
- NV-MV5（S-VHS-C、1990年7月）
- NV-S2（S-VHS-C、1990年12月）
- NV-S5（S-VHS-C、1991年5月）
- NV-S9（S-VHS-C、1991年9月）
- NV-S7（S-VHS-C、1991年9月）
- NV-T1（S-VHS-C、1992年7月）
- NV-S99（S-VHS-C、1992年9月）
- NV-S77（S-VHS-C、1992年9月）
- NV-3CCD1（S-VHS-C、1992年11月）3CCD
- NV-CS1（VHS-C、1993年3月）録画専用「パットル」
- NV-S58（S-VHS-C、1993年9月）
- NV-S10（VHS-C、1993年9月）録画専用
- NV-A1（VHS-C、1994年6月）
- NV-LC1（S-VHS-C、1994年7月）液晶パネル型
- NV-S100（S-VHS-C、1994年8月）
- NV-X100（S-VHS-C、1994年10月）3CCD
- NV-A20（VHS-C、1995年6月）
- NV-S200（S-VHS-C、1995年9月）
- NV-AL30（VHS-C、1996年7月）
- NV-AL35（VHS-C、1997年6月）
- NV-AL50（VHS-C、1998年8月）

#### 1990年代（デジタル）
- NV-DJ1（DV、1995年9月）3CCD、「DIGICAM」第一号
- NV-DR1（DV、1995年12月）液晶パネル型
- NV-DP1（DV、1996年9月）
- NV-DL1（DV、1996年9月）
- NV-DE3（DV、1997年3月）液晶パネル型
- NV-DS5（DV、1997年5月）
- NV-DJ100（DV、1997年9月）3CCD
- NV-DS7（DV、1998年4月）
- NV-DS80K（DV、1998年5月）
- NV-C1（DV、1998年7月）縦型
- NV-C2（DV、1998年9月）
- NV-DS9（DV、1999年3月）
- NV-C3（DV、1999年6月）縦型
- NV-C5（DV、1999年8月）

#### 2000年代
- NV-DS200（DV、2000年2月）
- NV-DB1（DV、2000年6月）
- NV-C7（DV、2000年9月）
- NV-MX3000（DV、2000年10月）3CCD
- NV-MX2000（DV、2001年2月）3CCD
- NV-MX1000（DV、2001年7月）
- NV-DS88K（DV、2001年7月）
- NV-DS88PK（DV、2001年8月）
- NV-MX2500（DV、2001年9月）
- NV-EX21（DV、2001年9月）着脱式
- NV-GS5K（DV、2002年2月）
- NV-GX7K（DV、2002年3月）
- NV-MX5000（DV、2002年7月）3CCD
- NV-GS50K（DV、2003年2月）
- NV-GS70K（DV、2003年4月）3CCD
- NV-GS50AW（DV、2003年4月）水中仕様
- NV-GS100K（DV、2003年7月）3CCD
- NV-GS200K（DV、2004年3月）3CCD
- NV-GS120K（DV、2004年3月）3CCD
- NV-GS400K（DV、2004年7月）3CCD
- NV-GS250（DV、2005年1月）3CCD
- NV-GS150（DV、2005年1月）3CCD
- NV-GS500（DV、2006年2月）3CCD
- NV-GS300（DV、2006年2月）3CCD
- NV-GS320（DV、2007年1月）3CCD

### DVD・SDモデル
（内蔵メモリーやHDDのハイブリッド型はメモリー・HDDへ集結。

　静止画専用のSDカードは度外視。）

#### 2000年代（スタンダード）
- VDR-M10（DVD、2001年2月）
- VDR-M20（DVD、2002年7月）
- VDR-M30K（DVD、2003年4月）
- VDR-M70K（DVD+SD、2004年4月）
- VDR-M95（DVD、2005年4月）
- SDR-S300（SD、2005年11月）3CCD、縦型
- SDR-S100（SD、2005年10月）3CCD、縦型
- VDR-D300（DVD、2006年2月）3CCD
- VDR-D250（DVD、2006年3月）3CCD
- SDR-S200（SD、2006年7月）3CCD、縦型
- VDR-D400（DVD、2006年9月）3CCD
- VDR-D310（DVD、2007年1月）3CCD
- SDR-S7（SD、2008年4月）
- SDR-SW20（SD、2008年3月）

#### 2000年代（ハイビジョン）
- HDC-DX1（DVD、2006年12月）3CCD
- HDC-SD1（SD、2006年12月）3CCD
- HDC-DX3（DVD、2007年4月）3CCD
- HDC-SD3（SD、2007年4月）3CCD
- HDC-SD7（SD、2007年9月）3CCD、縦型
- HDC-SD5（SD、2007年8月）3CCD
- HDC-SX5（DVD+SD、2007年8月）3CCD
- HDC-SD9（SD、2008年1月）3CCD
- HDC-SD100（SD、2008年7月）3MOS
- HDC-SD8K（SD、2008年6月）3CCD、縦型
- HDC-SD200（SD、2009年2月）3MOS

#### 2010年代
- HDC-Z10000（SD、2011年12月）3MOS（二眼式3D）

### メモリー・HDDモデル
（内蔵メモリーモデルは非表示。）

#### 2000年代
- HDC-HS9（HDD、2008年1月）3CCD
- HDC-HS100（HDD、2008年7月）3MOS
- HDC-TM300（2009年2月）3MOS
- HDC-HS300（HDD、2009年2月）3MOS
- HDC-HS200（HDD、2009年2月）3MOS
- SDR-H80（HDD、2009年2月）
- HDC-TM350（2009年6月）3MOS
- HDC-TM30（2009年6月）
- HDC-HS350（HDD、2009年7月）3MOS

#### 2010年代
- HDC-TM700（2010年3月）3MOS
- HDC-TM70（2010年2月）
- HDC-TM60（2010年2月）
- HDC-HS60（HDD、2010年2月）
- HDC-TM750（2010年8月）3MOS
- HDC-TM650（2010年8月）3MOS
- HDC-TM35（2010年7月）
- HDC-TM90（2011年2月）
- HDC-TM85（2011年2月）
- HDC-TM45（2011年2月）
- HDC-TM25（2011年2月）
- HC-X900M（2012年2月）3MOS
- HC-V700M（2012年2月）
- HC-V600M（2012年2月）
- HC-V300M（2012年2月）
- HC-V100M（2012年2月）
- HC-X920M（2013年2月）3MOS
- HC-V720M（2013年1月）
- HC-V620M（2013年1月）
- HC-V520M（2013年2月）
- HC-V210M（2013年3月）
- HC-W850M（2014年2月）
- HC-V750M（2014年2月）
- HC-V550M（2014年1月）
- HC-V230M（2014年1月）
- HC-X1000（2014年10月）4K
- HC-WX970M（2015年1月）4K
- HC-W870M（2015年1月）
- HC-W570M（2015年1月）
- HC-V360M（2015年1月）
- HC-WXF990M（2016年1月）4K
- HC-WX990M（2016年1月）4K
- HC-VX980M（2016年1月）4K
- HC-W580M（2016年1月）
- HC-V480M（2016年1月）
- HC-V480MS（2016年9月）
- HC-V360MS（2016年10月）
- HC-WX995M（2017年2月）4K
- HC-VX985M（2017年2月）4K
- HC-W585M（2017年8月）
- HC-WXF1M/HC-WZXF1M（2018年5月）4K
- HC-WX1M/HC-WZX1M（2018年5月）4K
- HC-VX1M/HC-VZX1M（2018年5月）4K
- HC-VX990M/HC-VZX990M（2018年6月）4K
- HC-W590M/HC-WZ590M（2019年2月）
- HC-WX2M/HC-WZX2M（2019年5月）4K
- HC-VX2M/HC-VZX2M（2019年5月）4K
- HC-VX992M/HC-VZX992M（2019年5月）4K

#### 2020年代
- HC-X2000（2020年3月）4K for Director
- HC-X1500（2020年3月）4K
- HC-VX992MS（2021年12月）4K
- HC-W590MS（2021年12月）2K
- HC-VX2MS（2022年9月）4K
- HC-X2/X20（2022年10月）4K
- HC-V495M（2023年7月）2K
- HC-VX3（2024年11月）4K
- HC-V900（2024年12月）2K
- HC-X2100/HC-X1600（2025年4月）4K

### その他
- HM-TA20（2011年6月）モバイルカメラ（Web限定）
- HX-WA10（2011年6月）ムービーカメラ[6]
- HX-DC15（2011年6月）ムービーカメラ
- HX-DC1（2011年6月）ムービーカメラ
- HX-WA20（2012年4月）ムービーカメラ
- HX-WA2（2012年4月）ムービーカメラ
- HX-DC2（2012年4月）ムービーカメラ
- HX-WA30（2013年5月）ムービーカメラ
- HX-WA3（2013年5月）ムービーカメラ
- HX-DC3（2013年5月）ムービーカメラ
- HX-A100（microSD、2013年5月）ウェアラブルカメラ
- HX-A500（microSD、2014年6月）ウェアラブルカメラ、4K
- HX-A1H（microSD、2015年6月）ウェアラブルカメラ